# Кордон (сторожа)

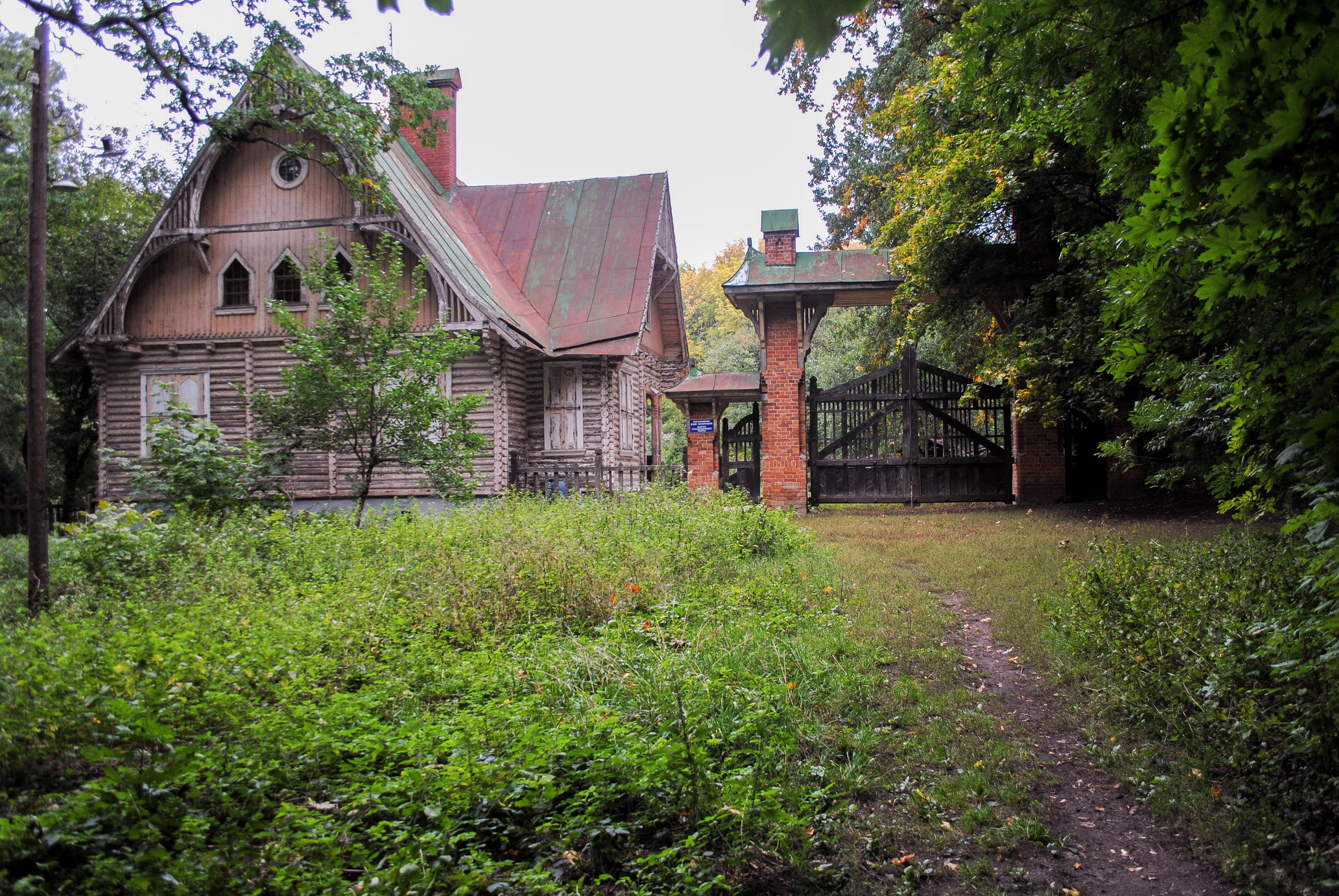
Лісовий кордон на території парку Шарівський, смт Шарівка Харківської області

Кордон, також лісовий кордон — стаціонарний або тимчасовий пост лісової охорони або охорони заповідників. У Росії також є типом населеного пункту.
Кордон встановлюється з метою спостереження за флорою і фауною лісу або ж іншої ландшафтної зони, а також для захисту від незаконного використання природних ресурсів.
Кордоном називають також житлові та господарські будівлі для службових осіб (єгерів, лісників) національних парків, заповідників, заказників, мисливських господарств тощо. Належність кордону позначається спеціальним аншлагом (табличкою), який супроводжується покажчиком зі схемою меж кордону.